# Szerzyny
Szerzyny is een dorp in de Poolse woiwodschap Klein-Polen. De plaats maakt deel uit van de gemeente Szerzyny.
Ten zuidoosten van Szerzyny ligt een oorlogskerkhof van overledenen uit de Eerste Wereldoorlog.